# 宁波财经学院
宁波财经学院是中华人民共和国的一所全日制本科民办普通高等学校，位于浙江省宁波市。
1997年，宁波职业教育专修学院成立。2001年，改建为宁波大红鹰职业技术学院。2008年，升格为宁波大红鹰学院。2018年6月，更名为宁波财经学院。